# Natação nos Jogos Paralímpicos de Verão de 2012 - Revezamento 4x100 m livre 34 pontos masculino
A competição de revezamento 4x100 metros livre masculino da natação nos Jogos Paralímpicos de Verão de 2012 foi disputada no dia 2 de setembro no Centro Aquático de Londres, na capital britânica. 
Participaram desse evento equipes nacionais formadas por quatro nadadores de diferentes classes. Em uma equipe, a soma da pontuação dos 4 nadadores não deve ultrapassar 34 pontos.

## Medalhistas
|  | AUS Austrália                                                  |  | CHN China                                       |  | RUS Rússia                                                     |
|  | Andrew Pasterfield Matthew Levy Blake Cochrane Matthew Cowdrey |  | Song Maodang Wang Jiachao Lin Furong Wang Yinan |  | Konstantin Lisenkov Evgeny Zimin Denis Tarasov Dmitry Grigorev |

## Eliminatórias

### Eliminatória 1
| Pos. | Raia | País               | Nadadores                                                           | Tempo   | Notas |
| ---- | ---- | ------------------ | ------------------------------------------------------------------- | ------- | ----- |
| 1    | 4    | BRA Brasil         | Daniel Dias André Brasil Phelipe Rodrigues Caio Oliveira            | 4:00.12 | Q     |
| 2    | 3    | CHN China          | Song Maodang Wang Jiachao Lin Furong Wang Yinan                     | 4:01.05 | Q     |
| 3    | 6    | USA Estados Unidos | Lantz Lamback Evan Ryan Austin Ian Jaryd Silverman Michael Prout    | 4:01.35 | Q     |
| 4    | 5    | UKR Ucrânia        | Iurii Martynov Andriy Sirovatchenko Oleksandr Komarov Andriy Kalyna | 4:03.63 | Q     |

### Eliminatória 2
| Pos. | Raia | País             | Nadadores                                                                | Tempo   | Notas |
| ---- | ---- | ---------------- | ------------------------------------------------------------------------ | ------- | ----- |
| 1    | 5    | GBR Grã-Bretanha | Sean Fraser Thomas Young Sam Hynd Robert Welbourn                        | 3:57.87 | Q     |
| 2    | 3    | RUS Rússia       | Andrey Gladkov Pavel Poltavtsev Eduard Samarin Denis Tarasov             | 4:00.30 | Q     |
| 3    | 4    | AUS Austrália    | Brenden Hall Michael Auprince Michael Anderson Matthew Haanappel         | 4:00.91 | Q     |
| 4    | 6    | ESP Espanha      | Sebastián Rodríguez José Antonio Mari Alcaraz Jesús Collado David Levecq | 4:07.70 | Q     |
| 5    | 2    | GER Alemanha     | Sebastian Iwanow Lucas Ludwig Martin Schulz Christoph Burkard            | 4:08.03 |       |

## Final
| Pos.   | Raia | País               | Nadadores                                                                | Tempo   | Notas               |
| ------ | ---- | ------------------ | ------------------------------------------------------------------------ | ------- | ------------------- |
| Ouro   | 6    | AUS Austrália      | Andrew Pasterfield Matthew Levy Blake Cochrane Matthew Cowdrey           | 3:50.17 | Recorde paralímpico |
| Prata  | 2    | CHN China          | Song Maodang Wang Jiachao Lin Furong Wang Yinan                          | 3:51.68 | Recorde asiático    |
| Bronze | 3    | RUS Rússia         | Konstantin Lisenkov Evgeny Zimin Denis Tarasov Dmitry Grigorev           | 3:52.93 |                     |
| 4      | 5    | BRA Brasil         | Daniel Dias André Brasil Phelipe Rodrigues Caio Oliveira                 | 3:55.63 |                     |
| 5      | 4    | GBR Grã-Bretanha   | Sean Fraser Thomas Young Sam Hynd Robert Welbourn                        | 3:56.38 |                     |
| 6      | 7    | USA Estados Unidos | Lantz Lamback Evan Ryan Austin Ian Jaryd Silverman Michael Prout         | 3:59.16 |                     |
| 7      | 1    | UKR Ucrânia        | Iurii Martynov Andriy Sirovatchenko Andriy Kalyna Yevheniy Bohodayko     | 3:59.17 |                     |
| 8      | 8    | ESP Espanha        | José Antonio Mari Alcaraz Sebastián Rodríguez Jesús Collado David Levecq | 4:05.49 |                     |

Legenda
| Recorde mundial      | Recorde mundial (World record)               |                       | Recorde africano                      | Recorde africano (African) |                                           | Q | Classificado por posição (Qualified) |
| Recorde paralímpico  | Recorde paralímpico (Paralympic record)      | Recorde da América    | Recorde da América (Americas)         | q                          | Classificado por melhor tempo (Qualified) |   |                                      |
| Melhor marca do ano  | Melhor marca do ano (World leading)          | Recorde asiático      | Recorde asiático (Asian)              | DNS                        | Não largou (Did not start)                |   |                                      |
| Recorde nacional     | Recorde nacional (National record)           | Recorde europeu       | Recorde europeu (European)            | DNF                        | Não terminou (Did not finish)             |   |                                      |
| Recorde pessoal      | Recorde pessoal do atleta (Personal best)    | Recorde da Oceania    | Recorde da Oceania (Oceania)          | DSQ / DQ                   | Desclassificado (Disqualified)            |   |                                      |
| Recorde da temporada | Recorde da temporada do atleta (Season best) | Recorde sul-americano | Recorde sul-americano (South America) | NM                         | Sem marca (No mark)                       |   |                                      |